# Thrinax parviflora
Thrinax parviflora är en enhjärtbladig växtart som beskrevs av Olof Swartz. Thrinax parviflora ingår i släktet Thrinax och familjen Arecaceae.
Artens utbredningsområde är Jamaica.

## Underarter
Arten delas in i följande underarter:
- T. p. parviflora
- T. p. puberula